# Srp in kladivo
Srp in kladivo (☭) je znak, ki predstavlja komunizem in komunistične politične stranke.
Znak predstavlja velik srp, ki je položen na kladivo. Orodji so izbrali za znaka delavskega razreda in kmetov. Kažeta na hrepenenje delavskega in kmečkega položaja.
Srp in kladivo sta se nahajala na zastavah Sovjetske zveze in na zastavah nekaterih komunističnih partij.
Več evropskih poslancev je leta 2009 vložilo pobudo za izenačitev komunističnega simbola z nacističnimi.